# 西樵大饼
西樵大饼，是广东省佛山市南海区西樵鎮的一种民间小食。为一种白色粉状圆形大饼，因较其他饼类的体积略大，故叫大饼。相传该饼由明朝嘉靖年间籍贯南海的宰相方献夫所创制。
其缩小版则为光酥饼。两者原料一样，但分量有别。光酥饼体积较小，易于携带。
2013年5月15日，中華人民共和國廣東省衛生廳發布广东省食品安全地方标准《西樵大饼》（DBS44/ 003-2013）。根據該標準，西樵大餅的主要原料是「小麦粉、白砂糖、鲜鸡蛋、水、食用植物油和西樵大饼麵種」，烤好的圓形大餅直徑不少於18公分。

## 外部連結
- DB 44 广东省食品安全地方标准 DBS 44/003－2013